# Cryptocapnos chasmophyticus
Cryptocapnos chasmophyticus Rech.f. – gatunek z monotypowego rodzaju Cryptocapnos K. H. Rechinger fil., Österr. Akad. Wiss., Math.-Naturwiss. Kl., Anz. 104: 418. 1968 z rodziny makowatych (Papaveraceae) i podrodziny dymnicowych Fumarioideae. Endemit afgański, rośnie w szczelinach skalnych.

## Morfologia
Roślina jednoroczna z podzielonymi, długoogonkowymi liśćmi. Kwiaty skupione w baldachogrono, krótsze od liści. Kwiaty drobne, białe. Znamię z dwoma dużymi brodawkami.